# Friend of a Friend (пісня The Smile)
«Friend of a Friend» — пісня англійського рок-гурту The Smile, випущена 9 січня 2024 року лейблом XL Recordings. Це був третій сингл з другого альбому Smile, Wall of Eyes. Режисером кліпу став Пол Томас Андерсон.
The Smile написали «Friend of a Friend» під час гастролей і вперше виконали її у 2022 році. У ній звучать піаніно, саксофон і струнні. Критики порівняли її з творчістю Beatles та авторів-виконавців пісень 1970-х років.

## Музика
The Smile вперше виконали пісню «Friend of a Friend» 16 травня 2022 року в Загребі, Хорватія. Вокаліст Том Йорк сказав, що вони написали її того дня.
У «Friend of a Friend» Йорк співає під «звивисту» басову лінію, до нього приєднуються Джонні Ґрінвуд на піаніно та Том Скіннер на барабанах. У пісні також звучить саксофон у виконанні американського джазового композитора Роберта Стіллмана та струнні у виконанні Лондонського сучасного оркестру. Текст пісні був натхненний відеозаписами італійців, які співають на балконах під час локдауну, спричиненого COVID-19, і критикує кумівство в Британській Консервативній партії.
Exclaim! описав «Friend of a Friend» як «більш закручений і джазовий», ніж інший матеріал Smile. У Stereogum Кріс Девілл сказав, що це був «трохи кривий м'яч у тому, що стосується Smile», описавши його як «піанінопоп у стилі 70-х», і порівняв його з роботами Ренді Ньюмана або Бена Фолдса. Він порівняв струнні з «A Day in the Life» гурту Beatles. Головний музичний критик The Guardian Алексіс Петрідіс писав, що це «майже маккартніанський трек», з «невимушеним шармом альбому авторської пісні початку 70-х». Ліберті Данворт, пишучи для NME, сказав, що в пісні панує є «неземна атмосфера… яка поступово розвивається».

## Реліз
«Friend of a Friend» вийшла 9 січня 2024 року як третій сингл з другого альбому Wall of Eyes. У кліпі, знятому режисером Полом Томасом Андерсоном, Smile виступають перед дитячою кімнатою. Прем'єра кліпу відбулася 19 січня в лондонському кінотеатрі Принца Чарльза в рамках серії показів у незалежних кінотеатрах по всьому світу з метою просування Wall of Eyes.

## Відгуки
Кріс ДеВілль зі Stereogum назвав «Friend of a Friend» однією з найулюбленіших пісень на альбомі. Хоча критик The Wall Street Journal Марк Річардсон вважав, що Wall of Eyes був «ізольованим і закритим», він написав, що «Friend of a Friend» — «приємний виняток, рідкісний і чудовий екскурс для пана Йорка в класичний жанр автора-виконавця пісень». Робін Мюррей з Clash сказав, що «Friend of a Friend» показує Smile в «їхньому найбільш безпосередньому вигляді — лаконічна (за їхніми високими стандартами), вона досягає справжнього відчуття динамізму». У Pitchfork Джаз Монро написав, що це «божественна, навіть мелодійна» і «найспритніша пісня Йорка, яка зачіпає за живе» з часів пісні «True Love Waits» гурту Radiohead.